# Kocan Kadar Konuş: Diriliş
Kocan Kadar Konuş: Diriliş is een Turkse romantische komedie uit 2016 van Kıvanç Baruönü. De film is het vervolg op Kocan Kadar Konuş uit 2015.

## Verhaal
Efsun is eindelijk samen met de man van haar dromen, Sinan. Nadat ze eerder haar eigen vrienden en familie al overwon wordt ze nu tegenover die van Sinan gezet. Al snel laat zijn grootmoeder, Cavide, de gemoederen verhitten waarna Efsun opnieuw begint te twijfelen of het verplichte huwelijk wel echt was wat ze wou.

## Rolverdeling
| Acteur          | Personage |
| --------------- | --------- |
| Ezgi Mola       | Efsun     |
| Murat Yıldırım  | Sinan     |
| Nevra Serezli   | Peyker    |
| Gülenay Kalkan  | Gönül     |
| Eda Ece         | Ceren     |
| Begüm Öner      | Merve     |
| Muhammet Uzuner | Yazar     |
| Gül Arıcı       | Tuğçe     |
| İsmail İncekara | Oktay     |